# Jovan Mićić
Jovan Mićić Kikor (serbisch-kyrillisch Јован Мићић Кикор; * 5. Februar 1955 in Bijeljina, FVR Jugoslawien; † 13. Mai 2018 in Bijeljina, Bosnien und Herzegowina), genannt Kikor (Кикор), war der bosnisch-serbische Kommandant des  1. Semberska Laka Pješadijska Brigada im Bosnienkrieg.

## Leben
Micic wurde am 5. Februar 1955 in der jugoslawischen Stadt Bijeljina geboren. Seine Kindheit verbrachte er im Geburtsort seines Vaters Slobodan Mićić - Modran - nahe Bijeljina. Seine Mutter Ljubica Jugovic stammt dagegen aus Čengic, ebenfalls in der Nähe von Bijeljina. In Modran besuchte er zunächst die Grundschule und erhielt seinen Schulabschluss schließlich an einer weiterführenden Schule in Janja nahe Bijeljina.
Nach seinem Schulabschluss begann er eine Militärlaufbahn. Bis 1979 war er Student an der Serbischen Militärakademie in Belgrad. Danach trat er als Offizier der Jugoslawischen Volksarmee bei. 1991 wurde er im Kroatienkrieg anlässlich des offenen Eingreifens in den Konflikt durch die Jugoslawische Volksarmee nahe Dvor eingesetzt. Nach dem Beginn des Bosnienkrieges 1992 wurde er zunächst nach Sanski Most, dann weiter nördlich nach Prijedor und letztendlich in die Kommandantur des Ostbosnischen Korps der Armee der Republika Srpska in Bijeljina versetzt.
Am 12. April 1992 wurde er im Rang eines Majors zum Kommandanten des 1. Battalions am gleichen Tag gegründeten paramilitärischen Freischar 1. Semberska Laka Pješadijska Brigada berufen. Er führte sie durch den kompletten Bosnienkrieg. 1992 diente in der 1. semberska laka pješadijska brigada zudem der Sänger und Liedermacher Roki Vulovic, der der Einheit sein Album Semberski junaci widmete. Auf diesem enthalten war zudem eine persönliche Huldigung für Micic in Form des Stückes Hej, Hej, Kikore. Dieses gehört zu seinen bekanntesten Liedern. Nach dem Ende des Konflikts wurde er ehrenhaft aus dem Militärdienst entlassen und trat eine neue Stelle im Gesundheitswesen der Republika Srpska an. 2013 ging er schließlich nach einem Krankenhausaufenthalt in den Ruhestand. Im serbischen Volk genoss er aufgrund seiner militärischen Erfolge im Bosnienkrieg hohes Ansehen und Bewunderung.
Jovan Mićić verstarb am 13. Mai 2018 nach schwerer Krankheit in Bjieljina. Er wurde am 15. Mai gleichen Jahres in seinem Heimatdorf Modran mit militärischen Ehren bestattet.